# 강민아
강민아(姜旻兒, 1997년 3월 20일 ~ )는 대한민국의 배우이다.

## 생애
1997년 3월 20일 서울특별시에서 출생한 그는 본관은 진주에서 쌍둥이 1남 1녀 막내에서 태어났고, 2009년 영화 《바다에서》 (단편 영화)를 통해 배우로 데뷔하였다.
대표 작품으로 드라마는 2013년 SBS 《장옥정, 사랑에 살다》, 2017년 와이낫미디어 《사당보다 먼 의정부보다 가까운 2》 (웹 드라마), 2019년 플레이리스트 스튜디오 《에이틴 2》 (웹 드라마) 등이 있고 영화는 2019년 《박화영》(여신강림) 등이 있다.

## 학력
- 2010년 ~ 2013년 오금중학교
- 2013년 ~ 2016년 서울방송고등학교 방송연예과
- 2016년 ~ 2022년 중앙대학교 연극영화학과

## 경력
- 2019년 제3회 대한민국 청년의 날 홍보대사

## 출연 작품

### 드라마
| 연도 | 방송사                | 제목                               | 역할                      | 비고      |
| ---- | --------------------- | ---------------------------------- | ------------------------- | --------- |
| 2012 | KBS 2TV               | 사랑아 사랑아                      | 여의주                    |           |
| 2013 | SBS                   | 장옥정, 사랑에 살다                | 어린 장옥정 (김태희 아역) |           |
| 2014 | JTBC                  | 선암여고 탐정단                    | 윤미도                    |           |
| 2015 | KBS 2TV               | 발칙하게 고고                      | 박다미                    |           |
| 2016 | 네이버TV              | 투모로우보이                       | 조아라                    | 웹 드라마 |
| 2016 | tvN                   | 싸우자 귀신아                      | 은성                      |           |
| 2016 | KBS 2TV               | KBS 드라마 스페셜 - 동정 없는 세상 | 윤서경                    |           |
| 2017 | 와이낫미디어          | 사당보다 먼 의정부보다 가까운 2    | 여우정                    | 웹 드라마 |
| 2017 | tvN                   | 모두의 연애                        | 강민아                    |           |
| 2019 | 밤부네트워크          | 네 맛대로 하는 연애                | 홍초이                    | 웹 드라마 |
| 2019 | 플레이리스트 스튜디오 | 에이틴 2                           | 차아현                    | 웹 드라마 |
| 2019 | SBS                   | 몽슈슈 글로벌 하우스               | 강유나                    | 웹 드라마 |
| 2020 | tvN                   | 언어의 온도 : 우리의 열아홉        | 한유리                    | 웹 드라마 |
| 2020 | tvN                   | 메모리스트                         | 초원                      |           |
| 2020 | tvN                   | 여신강림                           | 최수아                    |           |
| 2021 | JTBC                  | 괴물                               | 강민정                    |           |
| 2021 | KBS 2TV               | 멀리서 보면 푸른 봄                | 김소빈                    |           |
| 2022 | 지니 TV, Seezn        | 가우스전자                         | 건강미                    |           |
| TBA  |                       | 미라클                             | 이소린                    | 웹 드라마 |

### 영화
| 연도 | 제목                        | 역할                      | 감독   | 비고      |
| ---- | --------------------------- | ------------------------- | ------ | --------- |
| 2009 | 바다에서                    | 소연                      | 정우철 | 단편 영화 |
| 2010 | 백가제해                    | 어린 소웅                 | 최양현 | 단편 영화 |
| 2011 | 통증                        | 남순 누나                 | 곽경택 |           |
| 2012 | 청포도 사탕: 17년 전의 약속 | 어린 이소라 (박지윤 아역) | 김희정 |           |
| 2014 | 남자가 사랑할 때            | 송지                      | 한동욱 |           |
| 2014 | 조선미녀삼총사              | 어린 홍단 (강예원 아역)   | 박제현 |           |
| 2016 | 히야                        | 최한주                    | 김지연 |           |
| 2018 | 박화영                      | 은미정                    | 이환   |           |

### 예능
| 연도 | 방송사       | 제목          | 역할   | 기간                  | 비고    |
| ---- | ------------ | ------------- | ------ | --------------------- | ------- |
| 2016 | JTBC         | 힙합의 민족 2 | 참가자 |                       |         |
| 2019 | 밤부네트워크 | 이츠서울      | 출연자 | 2019.03.07~2019.03.24 | 웹 예능 |
| 2019 | 밤부네트워크 | 커먼스쿨      | 출연자 | 2019.11.24~2019.11.25 | 웹 예능 |

### 라디오
| 연도 | 방송사   | 제목                   | 역할   | 기간       | 비고 |
| ---- | -------- | ---------------------- | ------ | ---------- | ---- |
| 2021 | KBS 쿨FM | 강한나의 볼륨을 높여요 | 게스트 | 2021.06.14 |      |

### 뮤직비디오
| 연도 | 가수명 | 노래명                         | 공동 출연 | 비고 | 출처 |
| ---- | ------ | ------------------------------ | --------- | ---- | ---- |
| 2013 | 유승우 | 너와 나                        |           |      | 보기 |
| 2018 | 앤덥   | 잠깐                           |           |      | 보기 |
| 2018 | 폴킴   | Additional                     |           |      | 보기 |
| 2020 | 백지영 | 거짓말이라도 해서 널 보고 싶어 |           |      | 보기 |
| 2022 | 김나영 | 누른다 (re;code Episode Ⅸ)     |           |      | 보기 |

### 공연
| 연도 | 제목                            | 역할   | 기간       | 장소                  | 비고 |
| ---- | ------------------------------- | ------ | ---------- | --------------------- | ---- |
| 2019 | A - TEEN FAN MEET - UP          | 출연자 | 2019.07.13 | SM TOWN 코엑스 아티움 |      |
| 2019 | A - TEEN FAN MEET - UP in Japan | 출연자 | 2019.07.28 | 메르파르크 홀 도쿄    |      |

### 광고
| 연도 | 광고주             | 브랜드                                                 | 종류          | 공동 출연 | 출처 |
| ---- | ------------------ | ------------------------------------------------------ | ------------- | --------- | ---- |
| 2000 | 공익광고협의회     | 안보 의식 캠페인                                       | 공익광고      |           | 보기 |
| 2012 | 동아제약           | 박카스 - 대한민국에서 엄마로 산다는 것 편              | 에너지 음료   |           | 보기 |
| 2012 | 쌍용자동차         | 쌍용자동차                                             | 자동차        |           |      |
| 2017 | LG유플러스         | LG유플러스 - 가성비 극강 GS25 요금제 II 출시 편        | 이동통신      |           | 보기 |
| 2019 | 아모레퍼시픽       | 에스쁘아 - 좋아하는 유튜버 탈덕하는 순간 편            | 화장품        |           | 보기 |
| 2019 | 아모레퍼시픽       | 에스쁘아 - 술자리에서 폭풍 억울했던 썰 편              | 화장품        |           | 보기 |
| 2019 | 아모레퍼시픽       | 에스쁘아 - 10년 우정이 박살났다 편                     | 화장품        |           | 보기 |
| 2020 | 인터로조           | 클라렌 - 여신강림 강민아의 5가지 오투오투 LOOK 편      | 화장품        |           | 보기 |
| 2021 | 큐비스트           | 페이스팩토리 - 민아가 알려주는 하루 3분 홈 케어 편     | 뷰티 디바이스 |           | 보기 |
| 2021 | 지앤푸드           | 굽네치킨 갈릭마왕 - 맛법의 시작 편                     | 패스트 푸드   | 김영대    | 보기 |
| 2021 | 지앤푸드           | 굽네치킨 갈릭마왕 - 갈릭마왕의 유혹 편                 | 패스트 푸드   | 김영대    | 보기 |
| 2021 | 지앤푸드           | 굽네치킨 페퍼로니 찹찹피자 - 굽네 신상피자 출시 편     | 패스트 푸드   | 김영대    | 보기 |
| 2021 | 비앤에이치코스메틱 | 지베르니 - 생기있게 빛나는 편                          | 화장품        |           | 보기 |
| 2021 | 비앤에이치코스메틱 | 지베르니 - 쉿, 강민아의 살구빛 투명한 피부결의 비밀 편 | 화장품        |           | 보기 |
| 2021 | 알비이엔씨         | 마르헨제이                                             | 가방          |           | 보기 |
| 2021 | 지누스             | 지누스 - 나의 첫 번째 공간, 지누스 편                  | 매트리스      |           | 보기 |
| 2021 | 지누스             | 지누스 - 삼행시 편                                     | 매트리스      |           | 보기 |
| 2021 | 알비이엔씨         | 마르헨제이                                             | 가방          |           | 보기 |
| 2022 | 비앤에이치코스메틱 | 지베르니 - 한올한올 디테일한 눈매의 완성 편            | 화장품        |           | 보기 |
| 2022 | 비앤에이치코스메틱 | 지베르니 - 가장 나답게 빛나는 아름다운 피부 편         | 화장품        |           | 보기 |
| 2022 | 비앤에이치코스메틱 | 지베르니 - 고밀착 시그니처 쿠션 편                     | 화장품        |           | 보기 |
| 2022 | 비앤에이치코스메틱 | 지베르니 - 밀착 톤데이션 편                            | 화장품        |           | 보기 |
| 2022 | 비앤에이치코스메틱 | 지베르니 - 밀착 커버 파운데이션 편                     | 화장품        |           | 보기 |
| 2022 | 비앤에이치코스메틱 | 지베르니 - 임프레션 브로우 라인 편                     | 화장품        |           | 보기 |

## 수상 및 후보
| 연도 | 시상식                     | 부문               | 작품                | 결과 |
| ---- | -------------------------- | ------------------ | ------------------- | ---- |
| 2019 | 올해의 브랜드 대상         | 올해의 라이징 스타 | 빈칸                | 후보 |
| 2019 | 서울 웹페스트              | 여우주연상         | 네 맛대로 하는 연애 | 후보 |
| 2019 | 제14회 대한민국 대학영화제 | 연기상             | 박화영              | 수상 |